# 김홍 (시사평론가)
김홍(金洪, 1951년 1월 15일(본래 토끼띠, 음력 1950년 12월 호랑이띠) ~ )은 지난날 대한민국의 전직 KBS 한국방송공사 부사장(겸 사장 직무대리 직)을 지낸 전력이 있는 대한민국의 칼럼니스트 겸 시사평론가이자 전직 대학 교수 출신이다.
그는 원래의 아명(兒名)은 김만홍(金滿洪)이란 이름으로 본래 1951년 1월 15일 충청남도 천안 출생이며 학창 시절이던 1966년 3월 천안고등학교 1학년 입학 시절 김홍(金洪)이라는 이름으로써 개명(改名)되었고 그는 2005년 12월에서부터 2008년 12월까지 3년간 KBS 한국방송공사 부사장 직을 지냈는데 해당 KBS 한국방송공사 부사장 시절이던 참여 정부 시대 말기와 MB 정권 시대 초기에 각각 한 차례씩 모두 두 차례 씩이나 KBS 한국방송공사 사장 직무대리 직을 지낸 전력이 있다.

## 학력
- 천안고등학교 졸업(1969년)
- 고려대학교 문과대학 철학과 학사(1977년)

## 대표 경력
- KBS 한국방송공사 부사장
- KBS 한국방송공사 사장 직무대리
- 선문대학교 겸임교수
- 백석대학교 객원교수
- 선진통일당 최고위원 겸 고문

## 이력

### 주요 경력
- 1977년 KBS 한국방송공사 보도 기자.
- 1991년 KBS 한국방송공사 보도국 정치부 차장.
- 1998년 KBS 한국방송공사 기동취재부 부장.
- 1998년 KBS 한국방송공사 문화부 부장.
- 1999년 KBS 한국방송공사 보도국 부주간논설위원.
- 2001년 KBS 한국방송공사 뉴미디어본부 주간논설위원.
- 2001년 한국가톨릭방송협의회 대표 의장 겸 상무회장.
- 2002년 관훈클럽 운영위원.
- 2003년 KBS 한국방송공사 보도본부장.
- 2004년 서울여의도클럽 부회장.
- 2005년 한국신문방송편집인협회 부회장.
- 2005년 KBS 한국방송공사 부사장(2005년 12월).
- 2006년 KBS 한국방송공사 부사장 겸 사장 직무대리 1기.
- 2008년 KBS 한국방송공사 부사장 겸 사장 직무대리 2기.
- 2008년 KBS 한국방송공사 부사장 직위에서 퇴임(2008년 6월).
- 2009년 칼럼니스트 전향.
- 2009년 시사평론가 등단.
- 2009년 선문대학교 겸임교수(~2009년 8월).
- 2009년 백석대학교 객원교수(~2010년 2월).
- 2012년 선진통일당 최고위원 겸 고문(2012년 6월).
- 2012년 선진통일당 최고위원 겸 고문 직위 퇴임(2012년 8월).